# نزدیک‌تر از این
«نزدیک‌تر از این» (انگلیسی: Closer Than This) ترانه‌ای از خواننده اهل کره جنوبی، جیمین از بی‌تی‌اس است که در ۲۲ دسامبر ۲۰۲۳ به عنوان یک تک‌آهنگ دیجیتال توسط بیگ هیت میوزیک منتشر شد. این ترانه بعداً در دومین آلبوم استودیویی جیمین به نام میوز (۲۰۲۴) قرار گرفت.

## جدول‌های موسیقی

### جدول‌های هفتگی
| جدول (۲۰۲۳)                                        | بالاترین جایگاه |
| -------------------------------------------------- | --------------- |
| ۲۰۰ آهنگ جهانی (بیلبورد)                           | ۵۵              |
| ژاپن (۱۰۰ آهنگ داغ ژاپن)                           | ۸۴              |
| تک‌آهنگ‌های دیجیتال ژاپن (اوریکون)                   | ۲               |
| تک‌آهنگ‌های داغ نیوزیلند (آرام‌ان‌زی)                  | ۳               |
| سنگاپور (آرآی‌ای‌ای)                                 | ۱۷              |
| کره جنوبی (گائون)                                  | ۴۲              |
| دانلود تک‌آهنگ‌های بریتانیا (اوسی‌سی)                 | ۳               |
| فروش تک‌آهنگ‌های بریتانیا (اوسی‌سی)                   | ۵               |
| ایالات متحده فوران‌کننده زیر ۱۰۰ آهنگ داغ (بیلبورد) | ۴               |
| ترانه‌های دیجیتال ایالات متحده (بیلبورد)            | ۱               |
| فروش ترانه‌های دیجیتال جهانی آمریکا (بیلبورد)       | ۱               |

### جدول‌های ماهانه
| جدول (۲۰۲۳)       | جایگاه |
| ----------------- | ------ |
| کره جنوبی (گائون) | ۱۷۰    |